# Henry de Cobham, 1. Baron Cobham
Henry de Cobham, 1. Baron Cobham (* um 1260; † 25. August 1339 in Hache) war ein englischer Adliger.

## Herkunft und Familie
Er war der ältere Sohn und Erbe von John of Cobham, einem Landadligen mit Besitzungen in Cobham und Cowling in Kent. Sein Vater war Sheriff von Kent, Constable der königlichen Burg Rochester und einer der Barone des Exchequer. Seine Mutter war Joan Septvans, Tochter des Sir Robert de Septvans.

## Leben und Karriere
Henry wurde vermutlich 1260 geboren, denn beim Tod seines Vaters im Jahr 1300 war er 40 Jahre alt. Am 10. Mai 1300 wurde er mit dem Land seines Vaters belehnt. Im selben Jahr nahm er während des Schottischen Unabhängigkeitskriegs an einem Feldzug gegen Schottland teil. Zwischen 1311 und 1315 nahm er an weiteren Feldzügen gegen Schottland teil. Dreimal, 1300/01, 1307 und 1315 fungierte er als High Sheriff of Kent. 1303 wurde er auf Lebenszeit zum Constable von Rochester Castle ernannt. Von 1315 bis 1316 war er zusätzlich auch Constable von Dover Castle und 1307 sowie von 1315 bis 1320 Lord Warden of the Cinque Ports.
Am 8. Januar 1313 berief ihn König Eduard II. durch Writ of Summons in das Parlament berufen und verlieh ihm so den erblichen Adelstitel Baron Cobham (of Kent). Während des Despenser War ab 1321 unterstützte er loyal König Eduard II. 1322 leitete er in Canterbury das Gerichtsverfahren gegen den des Hochverrats beschuldigten Bartholomew de Badlesmere, 1. Baron Badlesmere. Schließlich wurde er 1324 zum Gouverneur von Tonbridge Castle ernannt.
Noch vor dem Juli 1285 hatte er Maud de Morville, Witwe des Metthew de Columbers, geheiratet. Er starb am 25. August 1339 im Alter von 79 Jahren in Hache und wurde in der Beauchamp-Kapelle in Stoke-sub-Hamdon, Somerset, begraben.
Ihm folgte sein Sohn John de Cobham als 2. Baron Cobham.